# Bruxelles (lied)

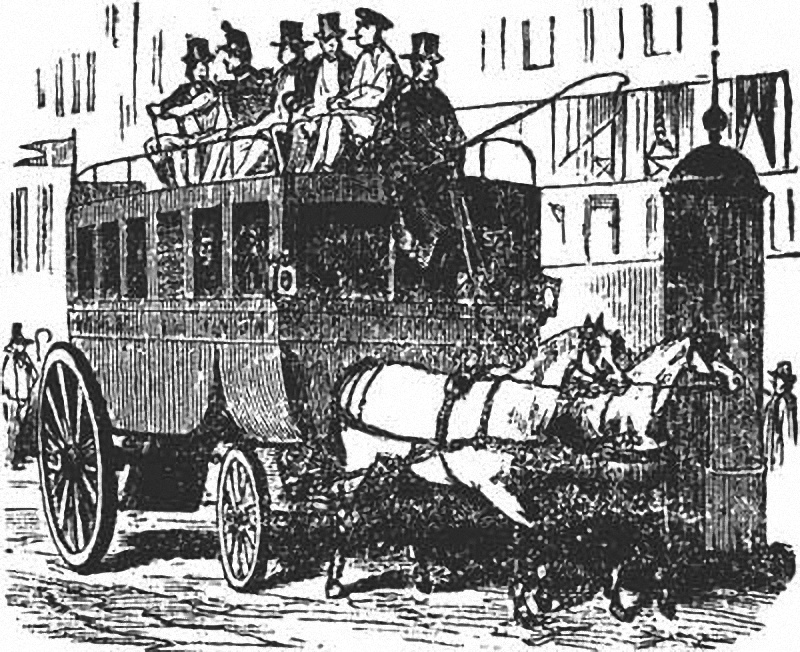
Een omnibus, het vervoermiddel uit die tijd, met reizigers op de imperiaal

Bruxelles is een Franstalig lied  uit 1962 van de Belgische zanger Jacques Brel, over het Brussel ten tijde van de belle époque, aan het eind van de 19e en het begin van de 20e eeuw.
Het lied maakt onderdeel uit van het album Les Bourgeois (De burgerij) waarin stevige kritiek op het hedonisme, de oppervlakkigheid en de onverschilligheid van deze maatschappelijke klasse wordt geleverd.

## Analyse
De eerste coupletten gaan over het dagelijks leven in Brussel in de tijd van de stomme film. Vervolgens wordt er gefocust op de grootouders van de zanger, die verliefd op de imperiaal - de goedkoopste rang - van de omnibus meerijden (Il pensait pas, elle pensait rien). Het lied is grotendeels vrolijk en zorgeloos van toon. Aan het eind komt echter de dreiging van de naderende Eerste Wereldoorlog ter sprake: Il attendait la guerre / Elle attendait mon père. De jongeman is militair en zal zijn ongeboren zoon, de vader van de zanger, waarschijnlijk nooit zien. 
Het "bruisende" karakter van het Brussel van die tijd wordt sprekend weergegeven door het zelfverzonnen werkwoord bruxeller: C'était au temps où Bruxelles bruxellait. 
In het lied is verder sprake van een Place Sainte-Justine. Een plein met een dergelijke naam is in werkelijkheid in Brussel niet te vinden.

## Covers
Het lied werd in 1970 door Liesbeth List in het Nederlands gecoverd als Brussel was toen nog een bruisende stad.
Jean Vallée en The Michel Herr Trio hun versie is te horen op het verzamelalbum I Love French Chanson (Simplo Music, 2016).